# Майхан
Майхан (монг. Майхан) — монгольская походная палатка, приспособленная для кочевого образа жизни скотоводов и охотников.
Конструкция палатки состояла из трёх шестов: два устанавливались вертикально и один между ними горизонтально. На эти шесты крепятся покрытия: два боковых прямоугольных полотнища и четыре треугольных в торцах палатки, нижние концы которых крепятся к железным или деревянным кольям, забитым в землю. Сами полотнища украшены различным орнаментом магического охранительного значения.

## Оберег
В современной Монголии, как правило, над колыбелью мальчика делают палатку, над входом в которую вешают солдатиков, игрушечное оружие и другие «военные игрушки». Такая «палатка» считается оберегом для ребенка.